# Harvard-College-Observatorium

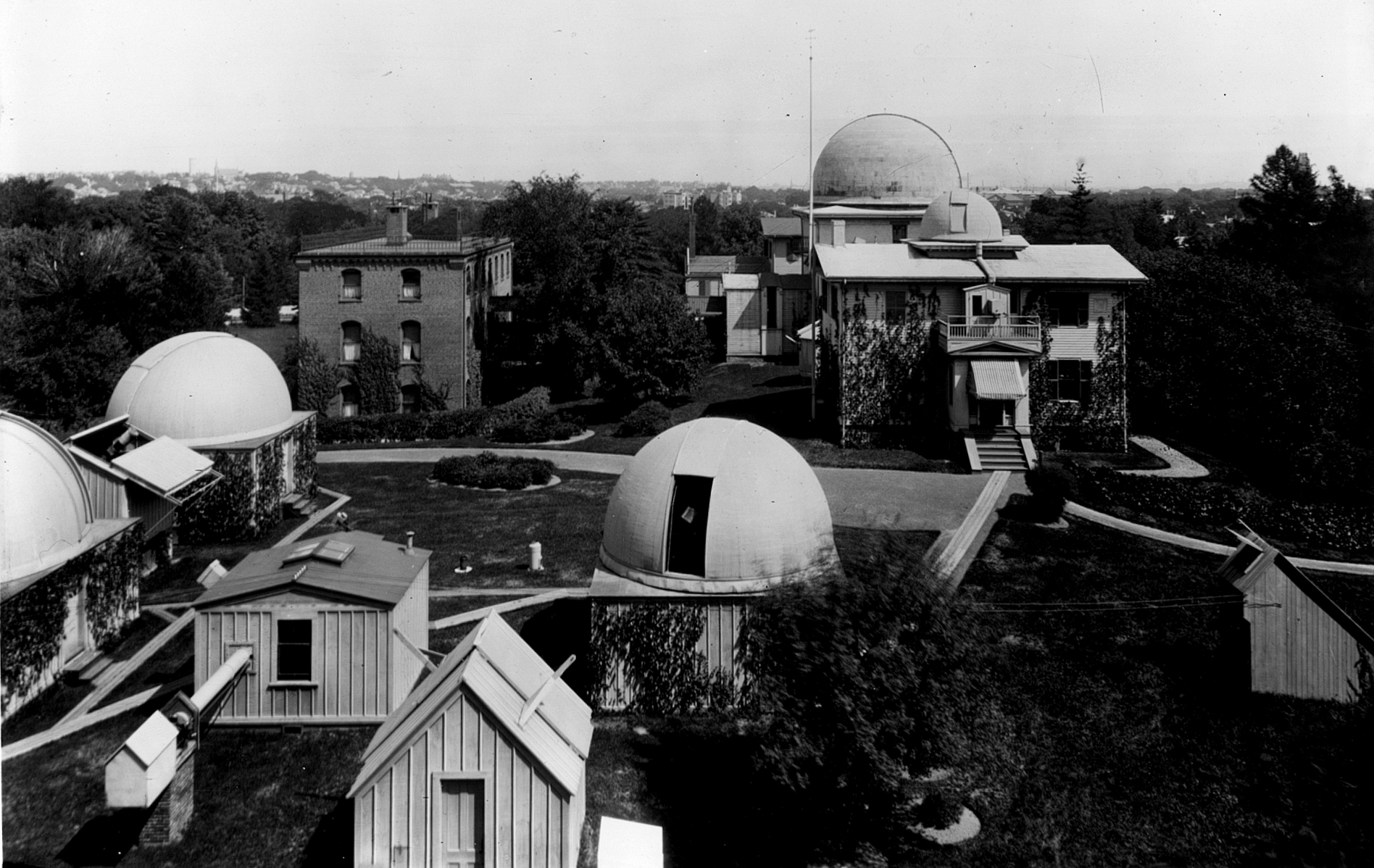
Das Harvard-College-Observatorium um das Jahr 1899

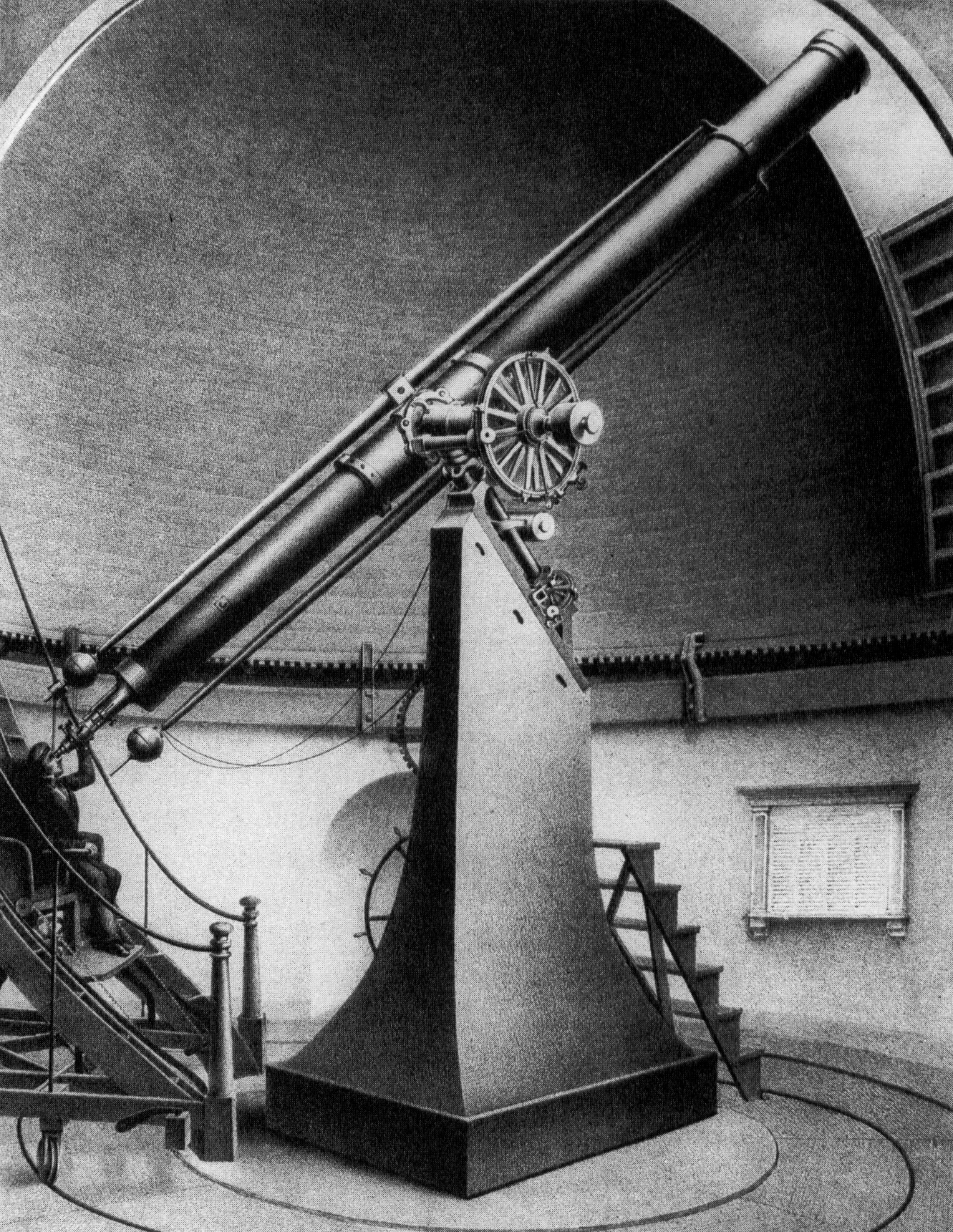
15 Zoll-Refraktor, 1849

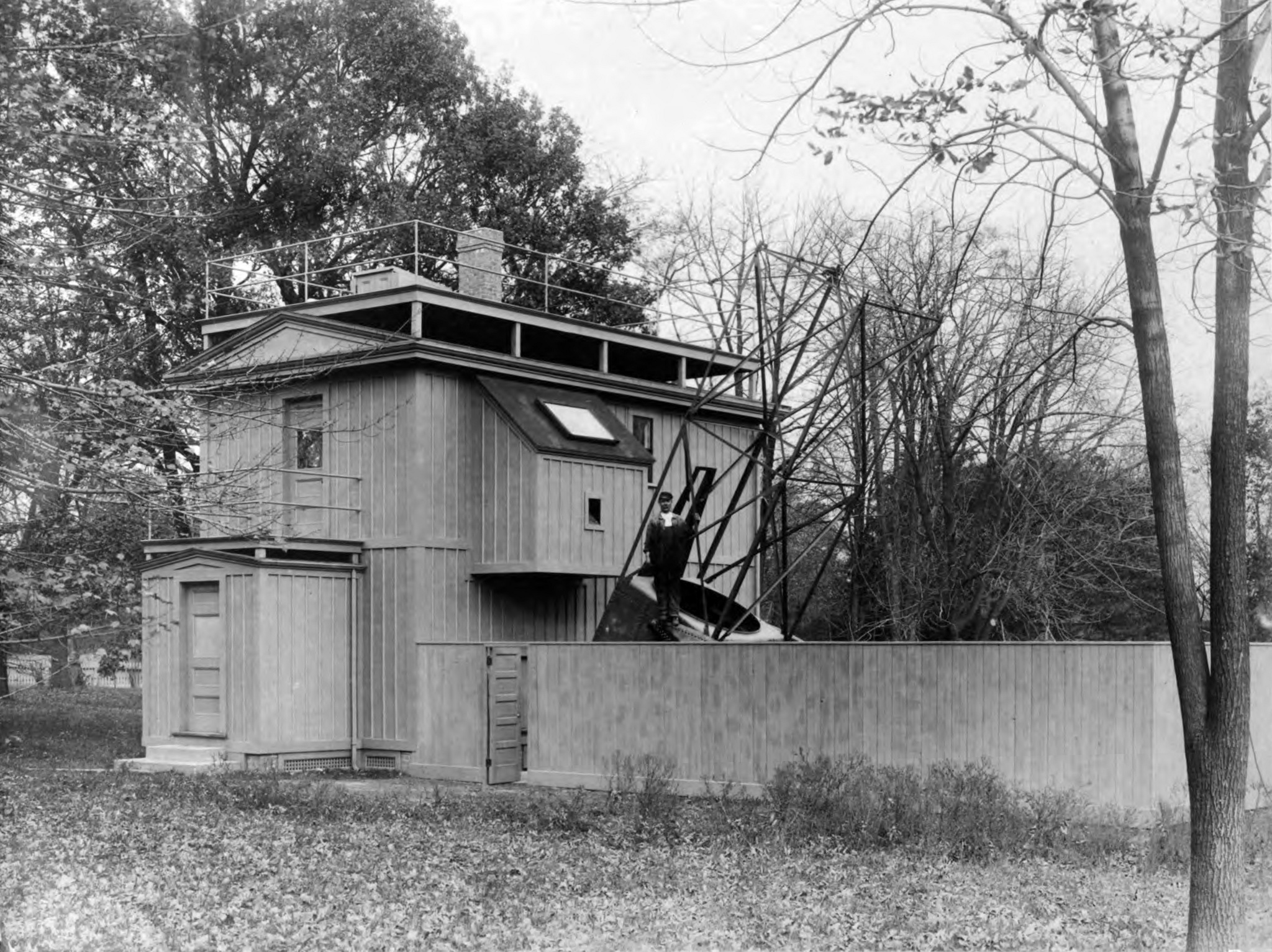
60 Zoll-Spiegelteleskop um 1906

Das Harvard-College-Observatorium (Harvard College Observatory, HCO) ist das astronomische Observatorium des Fachbereiches für Astronomie der Harvard-Universität. Es befindet sich in Cambridge, Massachusetts, in den USA. Zusammen mit dem Smithsonian Astrophysical Observatory ist es Bestandteil des Harvard-Smithsonian Centers for Astrophysics.
Das Observatorium entstand 1839 auf Anregung von William Cranch Bond, der zum ersten Direktor wurde.
1847 wurde ein Refraktor mit 15 Zoll (42,5 cm) Öffnung aufgestellt, der in den nächsten zwanzig Jahre eines der größten und leistungsfähigsten Teleskope der Welt gehörte.
Zwischen 1847 und 1852 fertigten Bond und John Adams Whipple, ein Pionier der Astrofotografie, mit dem großen Refraktor detaillierte Aufnahmen des Erdmondes an. Die Aufnahmen erzielten 1851 bei der Weltausstellung im Londoner Kristallpalast den Preis für Fotografie.
In der Nacht vom 16. zum 17. Juli 1850 erstellten Bond und Whipple die erste Daguerreotype eines Sterns, der Wega im Sternbild Leier.
Um 1906 wurde unter dem damaligen Direktor Edward Charles Pickering ein 61-Zoll-Spiegelteleskop zusammen mit einem Zweitspiegel aus dem Nachlass von Andrew Ainslie Common erworben und in dem Observatorium errichtet. Es handelte sich für die nächsten 10 Jahre um das weltweit größte Teleskop im wissenschaftlichen Betrieb, wenngleich die Optik nicht gänzlich befriedigend war. Das Teleskop wurde 1933 als 1.5-m-UFS-Boyden-Rockefeller-Reflektor nach Südafrika in das Boyden Observatory verlegt. Aus dem Zweitspiegel entstand ein weiteres Teleskop am Oak Ridge Observatory, das kurze Zeit später mit einem neuen 61 Zoll-Spiegel aus Pyrex ausgestattet wurde.
Im Laufe der Zeit wurden mehrere Asteroiden am Harvard-College-Observatorium entdeckt.

## Direktoren
- William Cranch Bond 1839–1859
- George Phillips Bond 1859–1865
- Joseph Winlock 1866–1875
- Edward Charles Pickering 1877–1919
- Solon Irving Bailey 1919–1921
- Harlow Shapley 1921–1952
- Donald H. Menzel 1952–1953 (Acting Director); 1954–1966 (Direktor)
- Leo Goldberg 1966–1970
- George B. Field 1972–1983
- Irwin Shapiro 1983–2004
- Charles Alcock 2004–2022
- Lisa Kewley seit 2022